# Pont-Saint-Esprit
Pont-Saint-Esprit település Franciaországban, Gard megyében. Lakosainak száma 10 759 fő (2022. január 1.). Pont-Saint-Esprit Saint-Just-d’Ardèche, Carsan, Saint-Alexandre, Saint-Paulet-de-Caisson, Lamotte-du-Rhône és Mondragon községekkel határos.

## Népesség
A település népességének változása:
| Lakosok száma | 6951 | 8067 | 9265 | 9661 | 10 640 | 10 279 | 10 336 | 10 397 | 10 482 | 10 759 |
|               | 1968 | 1982 | 1999 | 2006 | 2011   | 2015   | 2017   | 2018   | 2020   | 2022   |